# Diospyros samoensis
Diospyros samoensis är en tvåhjärtbladig växtart som beskrevs av Asa Gray. Diospyros samoensis ingår i släktet Diospyros och familjen Ebenaceae. Utöver nominatformen finns också underarten D. s. ovata.